# نادي ساو بيرناردو
نادي ساو بيرناردو هو نادي كرة قدم برازيلي أٌسس عام 2004. يلعب النادي في بطولة باوليستا.